# Jaap Krol

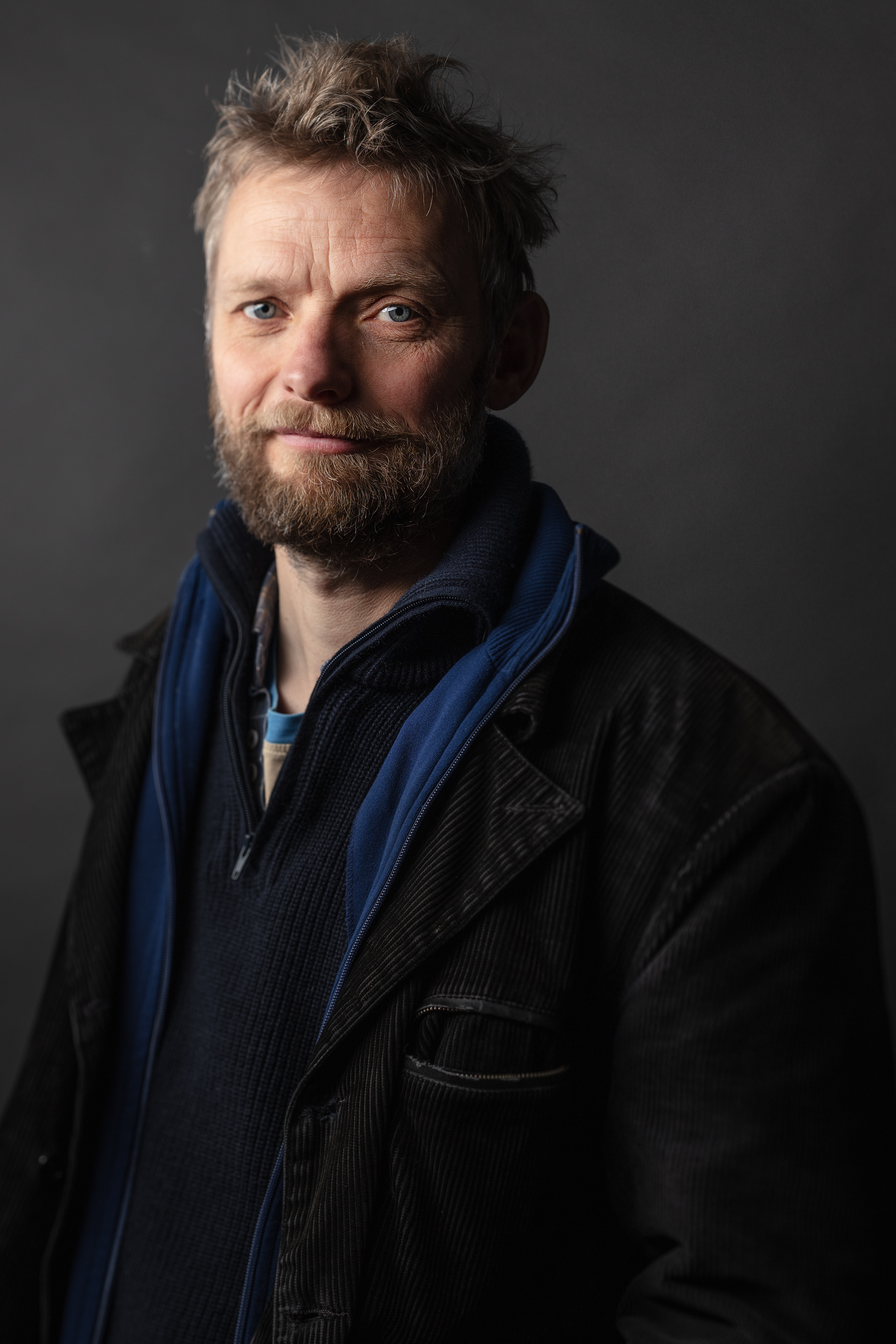
Foto: Alfred Oosterman

Jaap Krol (Drachten, 13 januari 1970) is een schrijver, die zowel in het Nederlands als in het Fries publiceert. 
Krol schrijft korte verhalen, columns en recensies. Sinds 2006 is hij columnist voor het Friesch Dagblad. Vanaf 2010 schrijft hij columns voor De Riepe, de straatkrant van Noord-Nederland. Daarnaast recenseert hij voor het tijdschrift Tzum en het Friesch Dagblad. Krol is ook tentoonstellingsredacteur, eerst voor G-Geschiedenis, nu voor het historisch tijdschrift Fryslân.
In 2020 verschijnt zijn Nederlandstalige verhalenbundel De hond die overstak. Opvolger was de bundel Bovendien ziet niemand je als je zwemt, die zich afspeelt op een camping.
Vanaf 2020 schrijft Krol ook non-fictie. In de boeken Wederzien (over wederopbouwarchitectuur) en De Straatlas van Nederland (over straatmeubilair) worden elementen uit het alledaagse Nederland met een foto en een column uitgelicht. 
In 2008 won hij de Fedde Schurerprijs, voor zijn romandebuut 'M/F'. Het boek 'Nûmers' was een van de tien Friestalige boeken die in 2013 werden afgevaardigd naar de Franfürter Buchmesse.